# Ueno Hidesaburō

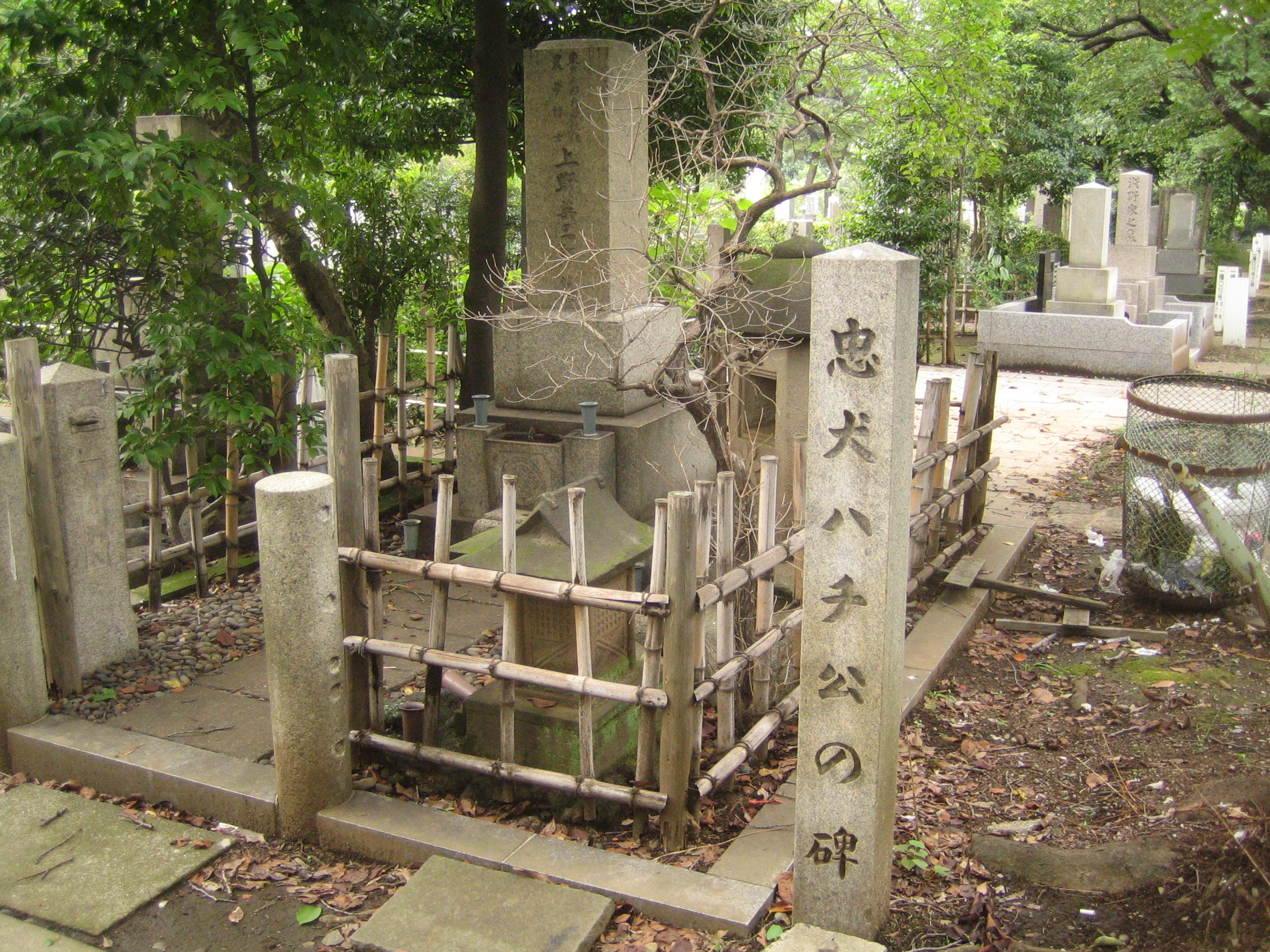
Grabmal von Hidesaburō Ueno auf dem Aoyama-Friedhof in Tokio. Die Stele mit den großen Schriftzeichen auf der rechten Seite wurde zum Gedenken an seinen Hund Hachikō aufgestellt.

Ueno Hidesaburō (jap. 上野 英三郎; * 19. Januar 1871 in Hisai, heute Tsu, Präfektur Mie; † 21. Mai 1925 in Tokio) war ein japanischer Agrarwissenschaftler. Allgemein bekannt wurde er in Japan jedoch erst postum als Eigentümer des für seine Treue berühmten Akita-Hundes Hachikō.
Ueno machte 1895 an der Kaiserlichen Universität in Tokio seinen Abschluss in Landwirtschaft und 1900 sein Diplom. Danach war er dort Assistenzprofessor und ab 1902 außerordentlicher Professor an der Universität für Bodenkultur. 1916 wurde er Professor an der Kaiserlichen Universität und leitete dort die Abteilung Agrartechnik. Die von ihm entwickelte Technik zur Rekultivierung von Ackerland fand nach dem Kantō-Erdbeben von 1923 in Tokio Anwendung.
Ueno starb am 21. Mai 1925 während einer Vorlesung an einer Hirnblutung. Sein Hund Hachikō wurde in Japan berühmt, da er danach noch fast zehn Jahre lang, bis zu seinem eigenen Tod am 8. März 1935, täglich am Tokioter Bahnhof Shibuya auf sein verstorbenes Herrchen wartete. Am Bahnhof wurde dem Hund ein Denkmal errichtet.
Hachikōs (und Uenos) Geschichte wurde mehrfach in Büchern und Filmen umgesetzt, u. a. 2009 als Film Hachiko – Eine wunderbare Freundschaft.
| Personendaten    | Personendaten                    |
| ---------------- | -------------------------------- |
| NAME             | Ueno, Hidesaburō                 |
| ALTERNATIVNAMEN  | 上野英三郎 (japanisch)           |
| KURZBESCHREIBUNG | japanischer Agrarwissenschaftler |
| GEBURTSDATUM     | 19. Januar 1871                  |
| GEBURTSORT       | Hisai, heute Tsu, Präfektur Mie  |
| STERBEDATUM      | 21. Mai 1925                     |
| STERBEORT        | Tokio                            |